# Stephanopis congoensis
Stephanopis congoensis là một loài nhện trong họ Thomisidae.
Loài này thuộc chi Stephanopis. Stephanopis congoensis được Roger de Lessert miêu tả năm 1943.